# Ära
Das Wort Ära (von lateinisch aera, Plural zu aes, eigentlich „Zeitdauer einer Währung“, ursprünglich „Erz“ als Grundstoff für Münzen) steht allgemein für ein Zeitalter, Zeitabschnitt bzw. für eine Zeitrechnung.

## Zeitalter
Von einer neuen Ära spricht man, wenn ein bedeutendes Ereignis oder eine Entdeckung oder Erfindung das bisherige Leben bzw. die Lebensumstände vieler oder gar aller Menschen nachhaltig verändert. Es beinhaltet meistens eine positive oder neutrale Bewertung dieses Zeitalters.
- So benutze man im Partherreich zur Zeitrechnung neben der am 14. April (1. Nisan) 247 v. Chr. beginnenden sogenannten parthischen Ära die 312/311 v. Chr. beginnende Seleukidische Ära.[2]
- Auch die Entdeckung Amerikas durch Christoph Columbus 1492 läutete eine neue Ära ein, die Eroberung und Besiedelung Amerikas durch Europäer.
- Mit dem „Thesenanschlag“ Martin Luthers zu Wittenberg 1517 begann eine neue Ära: das Zeitalter der Reformation.
- Ebenso markierte die erste Fahrt einer Eisenbahn zum Personentransport durch George Stephenson 1825 den Beginn einer neuen Ära der Mobilität.
- Die Entdeckung der Kernspaltung des Urans 1938 durch Otto Hahn begründete das Atomzeitalter, sprich die Ära der Nutzbarmachung der Kernenergie.
- Mit dem Fall des Eisernen Vorhangs und der Berliner Mauer 1989 und der deutschen Wiedervereinigung begann eine neue Ära der Weltgeschichte.

Vom Ende einer Ära ist oft die Rede beim Ausscheiden einer Persönlichkeit aus einem Amt oder bei deren Tod, die zu ihren Lebzeiten die Politik, die Wirtschaft, die Musik usw. maßgeblich mitgeprägt hat.
- So spricht man von der Ära Adenauer, der Ära Ludwig Erhard und der Ära Helmut Kohl in der Geschichte der Bundesrepublik Deutschland und in der Republik Österreich von der Ära Kreisky. Die Ära endete mit dem Ausscheiden der jeweiligen Person aus ihrem politischen Amt.

In der Erdgeschichte wird der Begriff Ära für eine Einheit der Erdzeitalter verwendet (siehe Ära (Geologie)).

## Zeitrechnung
In der Zeitrechnung versteht man unter Ära eine von einem bestimmten festgelegten Tag ausgehende Jahreszählung. Der Tag, an dem eine Ära beginnt, wird Epoche genannt.
- So beginnt etwa die Jüdische Ära Anno Mundi des Jüdischen Kalenders am 7. Oktober 3761 v. Chr., dem angenommenen Tag der Erschaffung der Welt.
- Die Christliche Zeitrechnung Anno Domini bzw. Anno Salutis des Julianischen bzw. Gregorianischen Kalenders beginnt am 1. Januar 1 n. Chr.
- Weit wichtiger für die antike Geschichtsschreibung sind jedoch die Ären-Datierungen, welche im alten Griechenland und Rom verwendet wurden. Für Rom gilt als wichtigstes Beispiel dafür die Ära ab urbe condita („seit Gründung der Stadt“). Ausgehend von dieser Zeitrechnung kann man berechnen, dass die Stadt Rom im Jahre 753 v. Chr. angeblich gegründet wurde.
- Die offizielle Jahreszählung in Rom und später nach der Erhebung zur Hauptstadt durch Kaiser Konstantin in Konstantinopel war aber die Benennung der Jahre nach den in diesem Jahr amtierenden höchsten Beamten, den Konsuln. Nachdem das Amt letztmals 541 durch den Kaiser Justinian bekleidet worden und dann abgeschafft worden war, bezeichnete man die darauf folgenden  Jahre mit einer Zählung nach seinem Konsulat, den sogenannten Postkonsulaten.[3]
- Auch andere antike Städte benutzten eigene Stadtären, die ab einem Datum der Stadtgeschichte berechnet wurden.
- Der griechische Astronom Claudius Ptolemäus bezeichnete seinen Zeitraum der chronologischen Aufzeichnungen als Ära Nabonassar (Anno Nabonassar).
- Besonders im ostasiatischen Kulturraum (China, Japan, Korea und Vietnam) wurde mit jedem neuen Herrscher eine neue Ära ausgerufen, die einen eigenen Äranamen besaß der einer Regierungsdevise entsprach, und die mit dem Jahr 1 begann. Teilweise ließ ein Herrscher auch mehrfach innerhalb seiner Regierungszeit eine neue Ära erklären. In Japan ist dieses System immer noch in Gebrauch und gegenwärtig die Reiwa-Ära („Schöne Harmonie“) gültig.